# Xã Lyle, Quận Mower, Minnesota
Xã Lyle (tiếng Anh: Lyle Township) là một xã thuộc quận Mower, tiểu bang Minnesota, Hoa Kỳ. Năm 2010, dân số của xã này là 356 người.